# Kemijärvi (See)
Kemijärvi ist der größte See natürlichen Ursprungs im Flusssystem des Kemijoki in der Gemeinde Kemijärvi im finnischen Lappland.
Der Wasserspiegel des Sees wird reguliert und schwankt zwischen 142 und 148,8 m.
Gleichzeitig variiert die Wasserfläche zwischen 128 und 285 km².
Der 80 km lange See wird vom Kemijoki durchflossen.
Die gleichnamige Stadt Kemijärvi liegt am Seeufer.
Das Wasserkraftwerk Seitakorva am Abfluss des Kemijärvi bei (66° 24′ 19,2″ N, 27° 19′ 46,6″ O) besitzt eine installierte Leistung von 128 MW und nutzt eine Fallhöhe von 17 bis 24 m aus.